# Desempleo en Argentina
El desempleo en Argentina refleja el número de personas pertenecientes al sector económicamente activo que no tienen empleo a pesar de estar dispuestas a desarrollar una actividad laboral y haber emprendido acciones concretas para obtenerla.

## Conceptos y metodología
Argentina es miembro de la OIT (Organización Internacional del Trabajo) desde el año 1919. A lo largo del tiempo, suscribió y ratificó un número importante de convenios y protocolos, de diversas índoles y enfocados a diversas metas relacionadas con el trabajo en general, varios de ellos orientados a establecer los límites y alcances de los conceptos y la metodología de recolección, clasificación y análisis de los datos con el objeto de producir información estadística consistente con la producida por otros países.
Toda consideración respecto de cuestiones vinculadas al trabajo se aplica exclusivamente a personas adultas, es decir, personas en edad de trabajar. Este conjunto se subdivide entre la población económicamente inactiva (PEI) y la población económicamente activa (PEA). La población económicamente activa está formada por todas aquellas personas que, ocupadas o desocupadas, constituyen el conjunto al que hace referencia el concepto de fuerza laboral.
En este marco, se definen como desempleados (o desocupados) en un período determinado al conjunto de todas aquellas personas que son mayores que una edad específica, se encuentran sin trabajo, están corrientemente disponibles para trabajar y están buscando trabajo durante el período de referencia.
La recolección de los datos se realiza en Argentina mediante Encuesta Permanente de Hogares (EPH). Este programa de alcance nacional comenzó en el año 1973, con dos campañas de relevamiento anuales sobre un número creciente de conglomerados urbanos. El paso del tiempo produjo profundas modificaciones en las modalidades y la inserción laborales, entre otros cambios del mercado del trabajo, con lo cual los instrumentos de recolección y de procesamiento de los datos se mostraron ineficientes para producir información significativa respecto de la nueva realidad social y laboral. 

En el año 2003 se reformularon aspectos metodológicos, temáticos y organizativos en la EPH, transformando el relevamiento puntual en un relevamiento continuo, entre otros cambios.

Esta modificación estructural en la EPH implica que las series de resultados obtenidas antes del 2003 no pueden ser empalmadas de modo directo con aquellas series producidas con posterioridad a esa fecha.

## El desempleo desde 1980
Las últimas dos décadas del siglo XX presentaron tasas crecientes de los niveles de desocupación, con leves amesetamientos que no llegaron a subvertir la tendencia general.

La población económicamente activa era de 13.417.468 personas en el año 1990. En el año 2000, había ascendido a 16.591.905 personas.
| 1980 | 1981 | 1982 | 1983 | 1984 | 1985 | 1986 | 1987 | 1988 | 1989 | 1990 | 1991 | 1992 | 1993 | 1994 | 1995 | 1996 | 1997 | 1998 | 1999 | 2000 | 2001 | 2002 |
| ---- | ---- | ---- | ---- | ---- | ---- | ---- | ---- | ---- | ---- | ---- | ---- | ---- | ---- | ---- | ---- | ---- | ---- | ---- | ---- | ---- | ---- | ---- |
| 2.5  | 5.3  | 4.6  | 3.9  | 4.4  | 5.9  | 5.2  | 5.7  | 6.1  | 7.1  | 6.2  | 6.0  | 7.0  | 9.3  | 12.2 | 16.6 | 17.3 | 13.7 | 12.4 | 13.8 | 14.7 | 18.3 | 17.8 |

| Gráfica de evolución de la tasa de Desempleo en Argentina entre 1980 y 2002            |
|                                                                                        |
| Tasa de desempleo (1980-2002) según la Encuesta Permanente de Hogares (EPH) del INDEC. |

Durante la década de 1990 el desempleo tuvo un fuerte incremento, entre otras causas debido a la Ley de Reforma del Estado impulsada por el entonces presidente Carlos Saúl Menem. Esta reforma supuso el inicio del proceso de privatización y de concesión de las empresas públicas, lo que produjo despidos en masa o a través de los llamados retiros voluntarios. La apertura irrestricta de la economía produjo el cierre de establecimientos que no pudieron adecuarse a las exigencias de la competencia externa. La reforma del estado implicó la pérdida del poder contrabalanceador que ejercía este en la absorción de empleo. Estos fenómenos se produjeron en coincidencia con modificaciones profundas en los procesos productivos de muchas industrias, producto de la renovación o incorporación de tecnología, que dieron como resultado que decreciera la necesidad de mano de obra.
A partir de 1995 se incrementó el desempleo de larga duración, que no era un fenómeno de importancia hasta 1994. Ello es consistente con el aumento de las tasas específicas de desocupación. Esta situación pasó del 7,6 % al 17,4 %. Entre mayo de 1994 y octubre de 1997 los jefes de hogar desempleados que llevaban más de un año en esa situación pasaron del 7,7 % al 22,4 %.

## El desempleo en elsigloXXI
En 2001 ―durante la crisis que azotó al país―, la tasa de desempleo alcanzó su punto máximo, con una cifra del 21,5 %.
Según un informe del Banco Mundial, entre los años 2002 y 2014, Argentina figura al tope de la reducción del desempleo juvenil, con el 58,89 %.
El Instituto Nacional de Estadística y Censos informó para los primeros años del siglo XXI la tasa de desocupación, diferenciando las distintas regiones del país y el volumen de los conglomerados urbanos.
En todos los casos, los conglomerados urbanos de menos de 500 000 habitantes mostraron índices de menores tasas de desempleo. A fin de facilitar la interpretación, algunos analistas establecen una única tasa por período, mediante los cálculos de afectación de la población involucrada.
Según un informe publicado por la CIA (Agencia Central de Inteligencia) de Estados Unidos, en el año 2015 Argentina ocupaba el lugar 88 en un ranking de 208 países, con una tasa de 7.60 %.
Según cifras difundidas por el INDEC, en diciembre de 2014, la tasa de desempleo cerró el año en 6,9 % (un 0,5 % mayor que la del 2013).
Para fines de 2015 Argentina tenía uno de los niveles de desempleo más bajos del mundo, por debajo de la mayoría de los países de la Unión Europea y en niveles similares a Australia, Brasil, Canadá y Chile, ubicándose en 6,6 %
y con una tasa del 5,9 % en el tercer trimestre del 2015.
Esto cambió drásticamente cuando asumió el presidente Mauricio Macri (en diciembre de 2015), de acuerdo a un informe de la consultora Tendencias Económicas
y a otro de la Fundación de Investigaciones Económicas Latinoamericanas: en los meses de enero y febrero de 2016 se produjeron 107 000 despidos, lo que aumentó la tasa de desempleo más del 0,5 %. De ese total, la mitad ―54 000 puestos de trabajo― tuvo lugar en el sector de la construcción.
Las razones de los despidos en la industria, otro sector en el que los despidos fueron importantes, fueron:
- la caída de la demanda (el consumo interno había caído estrepitosamente),
- la incertidumbre sobre el rumbo de la economía,
- el aumento de las tarifas energéticas y
- el aumento de las importaciones.[21][22]

Entre diciembre de 2015 y marzo de 2016 hubo 141 542 despidos, según registró un informe del CEPA (Centro de Economía Política Argentina).
De ese total de despidos, más de la mitad (el 52 %) afectaron a trabajadores del sector privado.
Según diversas encuestas, en 2016 la desocupación se había convertido en una de las mayores preocupaciones de los argentinos.
Según los informes del Centro de Economía Política Argentina, que sigue la evolución del empleo desde la asunción del Gobierno de Mauricio Macri, de diciembre de 2015 a mayo de 2016 se acumularon 167 000 despidos y suspensiones; valor que alcanzará los 213 166 a septiembre de 2016.
En el cuarto trimestre de 2017 la tasa de desempleo alcanzó el 7.2%, un descenso de 2 puntos respecto a la tasa de 9,2 % del primer trimestre del mismo año, según cifras difundidas en marzo de 2018 por el INDEC.
En 2020 el mercado laboral en general resultó fuertemente impactado debido a las medidas adoptadas en el marco de la pandemia de COVID-19. Las distintas etapas de la cuarentena produjeron la retracción de la actividad económica y la consecuente pérdida de fuentes de trabajo y el incremento de la precarización laboral.
En el cuarto trimestre de 2023 la tasa de desempleo de la República Argentina se ubicó en un 5,7 %, la cual fue la más baja según registros del INDEC desde que se reformularon aspectos metodológicos, temáticos y organizativos en la EPH en 2003.
El primer trimestre de 2024 la tasa de desempleo subió a 7,7 % (unos 1,63 millones de personas desocupadas). Un año antes la tasa era de un 6,9 %.
| Gráfica de evolución de la tasa de Desempleo en Argentina entre 2003 y 2023            |
|                                                                                        |
| Tasa de desempleo (2003-2022) según la Encuesta Permanente de Hogares (EPH) del INDEC. |

| Serie / Fuente                                     | 2003 | 2004 | 2005 | 2006 | 2007 | 2008 | 2009 | 2010 | 2011 | 2012 | 2013 | 2014 | 2015 | 2016 | 2017 | 2018 | 2019 | 2020 | 2021 | 2022 | 2023 |
| -------------------------------------------------- | ---- | ---- | ---- | ---- | ---- | ---- | ---- | ---- | ---- | ---- | ---- | ---- | ---- | ---- | ---- | ---- | ---- | ---- | ---- | ---- | ---- |
| INDEC Conglomerados de menos de 500 000 habitantes | 14.5 | 12.1 | 9.0  | 7.8  | 7.2  | 7.3  | 7.2  | 6.6  | 5.9  | 5.6  | 5.9  | 5.6  | 4.2  | 4.6  | 4.9  | 5.7  | 5.8  | 6.4  | 4.9  | 4.3  | 3.6  |
| INDEC Conglomerados de 500 000 habitantes y más    | 18.5 | 15.4 | 12.9 | 11.1 | 8.8  | 8.2  | 9.2  | 8.1  | 7.7  | 7.6  | 7.5  | 7.9  | 7.1  | 9.3  | 7.7  | 9.9  | 9.6  | 11.9 | 7.4  | 6.7  | 6.2  |
| CEPAL                                              | 17.3 | 13.6 | 11.6 | 10.2 | 8.5  | 7.9  | 8.7  | 7.7  | 7.2  | 7.2  | 7.1  | 7.3  | 6.5  | 8.5  | 8.4  | 9.2  | 9.8  | 11.5 | 8.8  | 6.8  | 6.1  |
| OIT                                                | 15.4 | 13.5 | 11.5 | 10.1 | 8.5  | 7.8  | 8.6  | 7.7  | 7.2  | 7.2  | 7.1  | 7.3  | 7.6  | 8.1  | 8.3  | 9.2  | 9.8  | 11.5 | 8.7  | 6.8  | 5.7  |
| FMI                                                | 17.3 | 13.6 | 11.6 | 10.2 | 8.5  | 7.9  | 8.7  | 7.8  | 7.2  | 7.2  | 7.1  | 7.3  | 6.5  | 8.5  | 8.4  | 9.2  | 9.8  | 11.6 | 8.8  | 6.8  | 6.1  |

## Brecha salarial
En 2014, según destacó un informe producido por dos instituciones de la ONU (Organización de las Naciones Unidas): la CEPAL (Comisión Económica para América Latina y el Caribe) y la OIT (Organización Internacional del Trabajo), Argentina es el país con los salarios más igualitarios de América Latina, porque la brecha entre el quintil de la población que más gana y el quintil que menos gana es inferior a los 6 puntos (en una escala en la cual la cercanía al cero representa mayor igualdad):
- Argentina (<6 puntos)
- México (>6)
- Ecuador (7)
- Paraguay (>7)
- Perú (>8)
- Brasil (9)
- Colombia (9).

Según el mismo informe, Argentina es el tercer país de Latinoamérica con mayor proporción de trabajadores formales en relación con el empleo total:
- Brasil (62 %)
- Panamá (57 %)
- Argentina (55 %)
- Ecuador (52 %)
- Colombia (46 %)
- México (45 %)
- Paraguay (38 %)
- Perú (32 %)
- Bolivia (30 %).